# Kevin O'Neill
Kevin O'Neill, (nacido el 24 de enero de 1957 en Chateaugay, Estado de Nueva York) es un entrenador de baloncesto estadounidense de la NBA y de la NCAA.

## Trayectoria
- Hammond H.S.  (1979-1980)
- North County C.C.  (1980-1981)
- Marycrest College (1981-1982)
- Universidad de Delaware  (1983-1985), (Asist.)
- Universidad de Tulsa  (1985-1986), (Asist.)
- Universidad de Arizona  (1986-1989), (Asist.)
- Universidad de Marquette  (1989-1994)
- Universidad de Tennessee  (1994-1997)
- Universidad de Northwestern (1997-2000)
- New York Knicks (2000-2001), (Asist.)
- Detroit Pistons (2001-2003), (Asist.)
- Toronto Raptors (2003-2004)
- Indiana Pacers (2004-2006), (Asist.)
- Memphis Grizzlies (2008-2009), (Asist.)
- Universidad del sur de California (2009-2013)